# Estadio Municipal Héctor El Zipa González
El Estadio Municipal Héctor "El Zipa" González, está situado en el municipio de Zipaquirá, Cundinamarca, 29 km al norte de Bogotá. Tiene capacidad de 5000 espectadores. Cuenta con un gramado y un drenaje en excelentes condiciones además de una moderna pista atlética.
Durante el primer semestre del 2001 recibió algunos partidos del Chicó F.C. durante su etapa en la Primera B 2001 antes de irse a jugar al Estadio Olaya Herrera para el segundo semestre de dicha temporada, teniendo inicialmente rotación de sede entre los municipios de Zipaquirá, Chía y Ubaté.
A partir de la temporada 2009, recibe los partidos como local del Expreso Rojo, equipo de la Primera B, así como los de Santa Fe para la Copa Colombia 2009.
Para 2011, Expreso Rojo se fue de Zipaquirá a Fusagasugá, mientras que el nuevo equipo Fortaleza Fútbol Club llegó a un acuerdo con la alcaldía de Zipaquirá para jugar como local en Los Zipas durante la temporada 2011 de la Primera B. hasta Cota
Se llamó Estadio Municipal Los Zipas hasta el año 2015, en que se le cambió el nombre por el actual en homenaje a "Estadio Municipal Héctor "El Zipa" González", quien fuera el primer futbolista zipaquireño en jugar con la Selección de fútbol de Colombia.
Para el año 2017 el Cúcuta Deportivo tuvo como sede el estadio del municipio cundinamarqués, debido a los constantes problemas administrativos, regresando en el mes de agosto al estadio General Santander a Cúcuta.
Para el año 2020, Llaneros tuvo que buscar otra sede temporal mientras se termina la remodelación del Estadio Bello Horizonte por lo cual fue elegida el de Zipaquirá.
En el Torneo Apertura 2021 de la Primera A fue sede de los partidos Equidad vs Atlético Nacional por la fecha 2 y Millonarios vs Once Caldas por la fecha 3.